# Spitzhorli
Spitzhorli är en bergstopp i Schweiz.   Den ligger i distriktet Visp och kantonen Valais, i den södra delen av landet, 90 km sydost om huvudstaden Bern. Toppen på Spitzhorli är 2 737 meter över havet, eller 308 meter över den omgivande terrängen. Bredden vid basen är 4,1 km.
Terrängen runt Spitzhorli är huvudsakligen mycket bergig. Närmaste större samhälle är Brig, 5,8 km norr om Spitzhorli. 
I omgivningarna runt Spitzhorli växer i huvudsak blandskog. Runt Spitzhorli är det mycket glesbefolkat, med 7 invånare per kvadratkilometer.